# Eumerus spinimanus
Eumerus spinimanus är en tvåvingeart som beskrevs av Huo, Ren och Zheng 2007. Eumerus spinimanus ingår i släktet månblomflugor, och familjen blomflugor. Inga underarter finns listade i Catalogue of Life.